# معركة الرميثة
بالتأكيد، إليك الترجمة إلى العربية مع الحفاظ على تنسيق الويكي والمعلومات:
معركة الرميثة (26 سبتمبر 2006) دارت في الصباح في بلدة الرميثة العراقية، في محافظة المثنى، بين قوات أسترالية من مجموعة القتال البرية (الغربية) ومتمردين عراقيين غير محددين. دخل الأستراليون البلدة لإجراء مناقشات في ثكنات الجيش العراقي عندما اشتبكوا مع عدد كبير من المتمردين في تبادل ناري كثيف قُتل خلاله عدد من المتمردين. استمر الحادث قرابة ساعة، وعلى الرغم من مقتل عدد من المتمردين، إلا أنه اعتُبر هجومًا منسقًا جيدًا. انسحب الأستراليون بعد ذلك بشكل منظم دون وقوع إصابات. على الرغم من أن الحادث كان صغيرًا وله عواقب تكتيكية قليلة - ولا عواقب إستراتيجية - إلا أنه كان مهمًا لكونه اشتباكًا نادرًا تورطت فيه القوات الأسترالية في العراق بعد انتهاء عمليات القتال الرئيسية في عام 2003. كان الحادث أيضًا أول مرة يتم استهداف الأستراليين مباشرة من قبل المتمردين المناهضين للعراق.

## التمهيد
في الساعة 09:00 من يوم 26 سبتمبر 2006، وصلت قوة أسترالية تتكون من عنصر قوامه 60 فردًا من مجموعة القتال البرية (الغربية) إلى ثكنات الجيش العراقي في الرميثة لإجراء اجتماع مع أصحاب المصلحة المحليين وتنسيق تدريب الشرطة العراقية وإعادة بناء الثكنات نفسها. تكونت المجموعة من مشاة من فوج المشاة الملكي الأسترالي الثاني (2 RAR) وجنود من فوج المشاة الملكي الأسترالي السادس (6 RAR) على متن مركبات بوشماستر المحمية (Bushmaster PMVs)، بالإضافة إلى عناصر من الفرسان في فوج الفرسان الخفيف الرابع عشر/الثاني (2/14 LHR (QMI)) على متن مركبات ASLAV، وكانت تحت قيادة الرائد أندرو ستيفنز. في عام 2006، كانت الرميثة مدينة يبلغ عدد سكانها 75,000 نسمة وكانت تتمتع بسمعة سيئة فيما يتعلق بالعنف، ونظرًا للتهديد، نشر الأستراليون قناصة في مواقع مراقبة حول الثكنات، بالإضافة إلى فصيلة مشاة. وكانت مجموعتان فرسان جاهزتان للرد في مكان قريب.

## المعركة
مع بدء الاجتماع، لوحظت مجموعات صغيرة من الرجال المسلحين يقومون بمراقبة المواقع الأسترالية. خلال الساعة التالية، تجمع المتمردون في جميع أنحاء البلدة وبعد فترة قصيرة من الساعة 11:00، أُطلقت قذيفة آر بي جي. كان المتمردون يتحركون في مجموعات صغيرة عبر البلدة ويبدو أنهم كانوا يحاولون محاصرة الثكنات من أجل تنفيذ هجوم متعمد وتدمير القوة الأسترالية. خلال الساعة التالية، تعرضت الثكنات للهجوم بقنابل يدوية وأسلحة خفيفة من مسافات تتراوح بين 200 متر (220 يارد) و 300 متر (330 يارد).
ردًا على ذلك، اشتبك القناصة الأستراليون مع المتمردين بينما تمسكت الفصيلة الموجودة غرب الثكنات بموقفها. تم طلب الدعم من طائرات F-16 التابعة للقوات الجوية الأمريكية وتم استخدامها للطيران منخفضة وسريعة فوق المتمردين في محاولة لإلهائهم. تحت غطاء المشاة، غادرت مجموعة الرائد ستيفنز الثكنات بعد ذلك على متن مركبات بوشماستر، لا تزال تحت نيران كثيفة. على الرغم من محاولة منع الانسحاب الأسترالي، فشل المتمردون في الالتفاف على الثكنات من الشمال والجنوب، وبحلول الساعة 12:15، تمكن الأستراليون بنجاح من قطع الاتصال ومغادرة الرميثة.
خلال القتال، استخدم الأستراليون مجموعة أسلحتهم المشاة القياسية بما في ذلك F-88 Austeyr و F-89 Minimi LSW، وكذلك رشاشات MAG-58 وأسلحة القناصة. لعبت مركبات ASLAV و بوشماستر دورًا crucial في حماية الجنود وتمكينهم من قطع الاتصال بأمان. كانت نيران غير مباشرة والدعم الجوي القريب متاحة خلال الاشتباك، ومع ذلك، تم اتخاذ قرار بعدم تصعيد الموقف due to قرب المدنيين. بعد الحادث، ادعى القادة الأستراليون أن جنودهم انسحبوا بطريقة منضبطة وعرضوا أنفسهم لخطر كبير لضمان سلامة المدنيين، بينما وجهوا نيرانهم بطريقة دقيقة ومسيطر عليها.

## ما بعد المعركة
لم يكن لدى الأستراليين أي إصابات، بينما كان من الصعب تحديد خسائر المتمردين. يُعتقد أن ما يصل إلى 30 متمردًا كانوا متورطين في المعركة، ومع ذلك، لم يتم تحديد هويتهم - على سبيل المثال ما إذا كانوا من الجماعات الدينية السنية أو الشيعية، أو تنظيم القاعدة. كان المتمردون، الذين يرتدون أقنعة، يرتدون ملابس سوداء في الغالب وكانوا مسلحين بـ أيه كيه-47 وقاذفات قنابل. بغض النظر، قيل إنهم قاتلوا بطريقة منسقة جيدًا واستخدموا قوة نارية كبيرة ضد الأستراليين. بعد المعركة، ادعى أن المتمردين استخدموا المدنيين كدروع بشرية من نيران الأستراليين. على الرغم من ذلك، لم ترد تقارير عن إصابات بين المدنيين بعد الحادث. حصل قائدا فرقتين من المشاة الأستراليين لاحقًا على وسام الخدمة المميزة لتنسيق انسحاب قتالي ناجح عبر 250 متر (270 يارد) من الأرض المفتوحة.